# Koen Beeckman
Koen Beeckman (Wetteren, 2 september 1973) is een Belgisch voormalig wielrenner. Hij reed onder meer twee seizoenen voor de Lotto-ploeg en één seizoen voor de CSC-formatie van Bjarne Riis.

## Palmares
1998
- 1e - Stadsprijs Geraardsbergen
- 2e - Circuito Franco-Belge
- 20e - Kuurne-Brussel-Kuurne

1999
- 3e - Grote Sluitingsprijs, Putte-Kapellen
- 11e - Kuurne-Brussel-Kuurne
- 39e - Gent-Wevelgem
- 58e - Paris-Roubaix
- 78e - HEW Cyclassics, Hamburg
- 87e - Paris-Tours
- 98e - Clasica San Sebastian
- 106e - Vuelta a Espana (10e tijdens de 7e étappe van Salamanca naar Leon)

2000
- 18e - Kuurne-Brussel-Kuurne

## Resultaten in voornaamste wedstrijden
| Jaar | Ronde van Italië | Ronde van Frankrijk | Ronde van Spanje |
| ---- | ---------------- | ------------------- | ---------------- |
| 1998 |                  |                     |                  |
| 1999 |                  |                     | 106e             |
| 2000 |                  |                     |                  |
| 2001 |                  |                     |                  |

| Jaar | Milaan-San Remo | Gent-Wevelgem | Ronde van Vlaanderen | Parijs-Roubaix |
| ---- | --------------- | ------------- | -------------------- | -------------- |
| 1998 |                 | 126e          |                      |                |
| 1999 |                 | 39e           |                      | 58e            |
| 2000 | 49e             |               | 74e                  | 30e            |
| 2001 | 143e            | 29e           | 83e                  | 36e            |